# Судетская бригада Войск охраны пограничья
Судетская бригада Войск охраны пограничья (пол. Sudecka Brygada Wojsk Ochrony Pogranicza) или Судетская бригада ВОП (пол. Sudecka Brygada WOP, сокращённо SBWOP) – территориальная бригада Войск охраны пограничья, существовавшая в 1958—1989 годах и осуществлявшая охрану польско-чехословацкой границы.

## История бригады
В соответствии с распоряжением министра внутренних дел ПНР № 075/58 от 22 апреля 1958 года существовавшая 5-я бригада ВОП была преобразована в Судетскую бригаду ВОП. Штаб бригады располагался в городе Клодзко. В 1961 году бригаде присвоен позывной «Скала» (пол. Skała).
Организационным распоряжением командования ВОП № 088 от 9 июля 1964 года были расформированы пограничные заставы Бжозовице III категории, Зеленец (численность по 48 человек) и Лесица IV категории (численность 28 человек). В том же месяце сформированы пограничные заставы II категории Зеленец и Лесица численностью по 6 человек каждая.
В 1962 году был утверждён новый мобилизационный план PM-62, предполагавший повышение численности подразделений в военное время. На 1 июля 1965 года по штату военного времени «W» бригада насчитывала 3518 солдат, по штату мирного времени «P» — 1574 солдата. В рамках мобилизационных задач бригада подчинялась 7-й бригаде ВСВ Армии. Номер бригады — 44/094. В дальнейшем по штату военного времени «W» бригада насчитывала 1438 солдат и 53 гражданских служащих, по штату мирного времени «P» — 1026 солдат и 54 гражданских служащих.
В 1989 году бригада была преобразована в Судетский батальон ВОП (пол. Sudecki Batalion WOP).
На основании приказа Главнокомандующего Пограничной стражи № 012 от 7 мая 1991 года о роспуске подразделений Войск охраны пограничья и образовании организационных частей Пограничной стражи 16 мая 1991 года было принято распоряжение окончательно расформировать Судетский батальон ВОП. На основе Судетских бригады и батальона был образован Судетский отряд Пограничной стражи, получивший название в честь региона, где находился его штаб. На основании тех же распоряжений был расформирован Центр отдыха ВОП в Душники-Здруе (в/ч 44/018, один солдат по штату военного времени).

## Организационная структура
В состав бригады входили:
- Командование, штаб и подотделы командования
- 52-й батальон ВОП[пол.]
- 53-й батальон ВОП[пол.]
- 54-й батальон ВОП[пол.]
- Пограничные пункты пропуска[пол.] Мендзылесе[пол.] и Кудова-Слоне[пол.]

## Командование бригады
Командиры бригады
- подполковник Бронислав Вонсовский
- полковник Эдвард Сухы
- полковник Францишек Войцеховский
- генерал бригады Юзеф Рудавский[пол.] (1979—1987)

Начальники отдела пограничного контроля
- подполковник Павел Гавдун
- подполковник Станислав Копчик
- подполковник Холда
- подполковник Рышард Маховский
- капитан Анджей Махлёвский